# Upplands- och Västmanlandsgruppen
Upplands- och Västmanlandsgruppen (UVG) är en svensk militärregiongrupp inom Hemvärnet som verkat i olika former sedan 2000. Förbandsledningen är förlagd i Enköpings garnison i Enköping.

## Historia
Som ett led i försvarsbeslutet 2000 avvecklades försvars- och militärområdena den 30 juni 2000 och från och med den 1 juli 2000 organiserades i dess ställe militärdistrikt. Därmed avvecklades bland annat Upplands och Västmanlands försvarsområde (Fo 47). De nya militärdistrikten motsvarade geografiskt sett de gamla militärområdena. Den stora skillnaden var att militärdistrikten var den lägsta nivån där chefen var territoriellt ansvarig. Inom militärdistrikten organiserades militärdistriktsgrupper, i regel en för varje län. I Västmanlands län organiserades Västmanlandsgruppen och i Uppsala län organiserades Upplandsgruppen, vilka i sin tur underställdes Mellersta militärdistriktet (MD M). Västmanlandsgruppen var dock sedan 1998 organiserad som en försvarsområdesgrupp inom Upplands och Västmanlands försvarsområde, därav tillkom endast Upplandsgruppen som ny förbandsenhet inom de två länen.
Inför försvarsbeslutet 2004 föreslog regeringen för riksdagen, efter förslag från Försvarsmakten, att reducera antalet militärdistriktsgrupper. Då det enligt Försvarsmakten skulle organiseras färre hemvärnsförband, men bättre utbildade och uppfyllda förband. Försvarsbeslutet innebar bland annat att Västmanlandsgruppen skulle upplösas och avvecklas den 31 december 2004. Från och med 1 januari 2005 övergick verksamheten till en avvecklingsorganisation, fram till att avvecklingen skulle vara slutförd senast den 30 juni 2006. Avvecklingsorganisationen upplöstes i sin tur den 30 juni 2005, då avvecklingen av förbandet var slutförd. Gruppens hemvärnsbataljoner, tillsammans med övriga frivilliga försvarsorganisationer inom Västmanlands län, överfördes den 1 juli 2005 till Upplandsgruppen som antog det nya namnet Upplands- och Västmanlandsgruppen.
Den 2 juni 2005 presenterade regeringen sin proposition (2004/05:160) gällande en avveckling av militärdistriktsorganisationen. I propositionen hänvisades regeringen till att "I det framtida insatsförsvaret och den beslutade insatsorganisationen finns det inte längre krav på eller behov av regional eller territoriell ledning som motiverar en särskild ledningsorganisation". Därmed ansåg regeringen att militärdistriktsorganisationen kunde avvecklas, något som Försvarsmakten även i en framställan till regeringen den 7 mars 2005 föreslagit. I dess ställe skulle fyra ledningsgrupper för säkerhetstjänst och samverkan inrättas, där ledningsgrupperna lokaliserade till Boden, Stockholm, Göteborg och Malmö. Den 16 november 2005 antog riksdagen regeringens proposition, därmed beslutades att militärdistriktsorganisationen skulle upplösas och avvecklas den 31 december 2005. Vilket innebar att militärdistriktsgrupperna omorganiserades till utbildningsgrupper och underställdes ett utbildningsförband. Detta medförde att Upplands- och Västmanlandsgruppen överfördes från Mellersta militärdistriktet (MD M) till att bli en enhet inom Ledningsregementet (LedR) från och med den 1 januari 2006.
Den 1 januari 2013 bildades fyra militärregioner, där Mellersta militärregionen underställdes chefen för Livgardet, men löd under chefen insatsledningen i Högkvarteret avseende markterritoriell ledning i fred, kris och krig. Chefen för Upplands- och Västmanlandsgruppen var dock fortfarande underställd chefen Ledningsregementet gällande produktionsledning av hemvärnsförbanden samt insatsledning inom utbildningsgruppens geografiska område. Den 1 januari 2018 delades dock ledningen av Livgardet och Mellersta militärregionen, det genom att en separat chefsbefattning för Mellersta militärregionen tillsattes. Vidare underställdes staben Mellersta militärregionen i ledningsfrågor direkt chefen insatsledningen i Högkvarteret. I Försvarsmaktens budgetunderlag till regeringen för 2020 föreslogs att de fyra militärregionala staberna från 1 januari 2020 skulle inrättas som egna organisationsenheter. Cheferna för militärregionstaberna föreslogs i sin tur underställas rikshemvärnschefen avseende produktion av utbildningsgrupper och hemvärnsförband. Detta medförde att utbildningsgrupperna överfördes organisatoriskt från ett utbildningsförband till de fyra militärregionala staberna. I regeringens proposition framhöll dock regeringen att den militära regionala indelningen kunde komma att justeras, det beroende på utfallet av utredningen "Ansvar, ledning och samordning inom civilt försvar" (dir. 2018:79). För Upplands- och Västmanlandsgruppen innebar denna förändring att utbildningsgruppen överfördes från Ledningsregementet till att bli en enhet inom Mellersta militärregionen från och med den 1 januari 2020.
För att påvisa anknytningen till militärregionen, lämnades den 1 januari 2023 begreppet utbildningsgrupp till förmån för det nya begreppet militärregionsgrupp. Det för att på ett tydligare sätt anknyta mot enhetens bidrag som ett av militärregionens krigsförband, med uppgifter såväl i fred som i krig.

## Verksamhet
Chefen Upplands- och Västmanlandsgruppen är från den 1 januari 2020 direkt underställd chefen för Mellersta militärregionen. Upplands- och Västmanlandsgruppens uppgifter är att utbilda, organisera och administrera hemvärnsförbanden i de två länen. Gruppen skall vidare stödja frivilliga försvarsorganisationer. Insatser i såväl fred som under kris och krig leds i allmänhet direkt av Mellersta militärregionen, men Upplands- och Västmanlandsgruppen kan ges ledningsuppgifter som till exempel att avdela en militär insatschef (MIC). Hemvärnet är den största enskilda verksamheten inom gruppen med cirka 1000 män och kvinnor.

## Ingående enheter
Upplands- och Västmanlandsgruppen administrerar och utbildar sedan 1 januari 2012 två hemvärnsbataljoner, Upplandsbataljonen (21. hemvärnsbataljon) och Västmanlandsbataljonen (22. hemvärnsbataljon). Den 6 september 2022 (FM2019-6170:26) tilldelades de två hemvärnsbataljonerna nya förbandstecken samt nya förbandsnamn. Förbandstecknen som tilldelades är i regel utifrån landskaps- och kommunvapen.

### Upplandsbataljonen
Upplandsbataljonen eller 21. hemvärnsbataljon har sin stabsplats i Uppsala. Bataljonen har norra Uppsala län som upptagningsområde och är sedan 1 juli 2012 traditionsbärare för Upplands regemente (I 8).
- 21. hemvärnsbataljonstaben och ledningsplutonen (Sigtuna kompani)
- 211. hemvärnsinsatskompaniet (Enköpings kompani)
- 212. hemvärnsinsatskompaniet (Uppsala kompani)
- 213. hemvärnsbevakningskompaniet (Rasbo kompani)
- 214. hemvärnsunderrättelsekompaniet (Aros kompani)
- 215. hemvärnsmusikkåren, Hemvärnets musikkår Uppsala

### Västmanlandsbataljonen
Västmanlandsbataljonen eller 22. hemvärnsbataljon har sin stabsplats i Västerås. Bataljonen har Västmanlands län som upptagningsområde och är sedan 1 juli 2012 traditionsbärare för Västmanlands regemente (I 18).
- 22. hemvärnsbataljonstaben och ledningsplutonen (Kungsörs kompani)
- 221. hemvärnsinsatskompaniet (Västerås kompani)
- 222. hemvärnsinsatskompaniet (Hallstahammars kompani)
- 223. hemvärnsbevakningskompaniet (Sala kompani)
- 224. hemvärnsmusikkåren, Hemvärnets musikkår Västmanland

## Heraldik och traditioner
Till skillnad mot andra militärdistriktsgrupper som bildades åren 2000–2005, ärvde inte Upplandsgruppen några traditioner från ett tidigare förband, utan kom istället att dela traditioner med Upplands regemente (S 1). Västmanlandsgruppen var sedan den 30 augusti 1997 arvtagare och traditionsbärare till Västmanlands regemente (I 18). Från den 1 juli 2012 vilar traditionsansvaret för respektive regemente på utbildningsgruppens två hemvärnsbataljoner, där Upplandsbataljonen är traditionsbärare för Upplands regemente (infanteri), och Västmanlandsbataljonen är traditionsbärare för Västmanlands regemente.

## Förläggningar och övningsplatser
Upplands- och Västmanlandsgruppen har sina expeditions-, förläggnings- och utbildningslokaler vid Ledningsregementet (LedR) i Enköping garnison. Gruppen är har dock viss verksamhet utlokaliserad till områden där bataljonerna är verksamma, vilka är till bataljonernas stabsplatser i Uppsala och Västerås.

## Förbandschefer
- 2000–2003: Överstelöjtnant Steve Gunnarsson
- 2003–2010: Överstelöjtnant Jan-Erik Nordberg
- 2010–2019: Överstelöjtnant Bengt Tiberg
- 2019–2020: Överstelöjtnant Per-Ove Norell [d]
- 2020–2023: Överstelöjtnant Torbjörn Höök [e]

## Namn, beteckning och förläggningsort
| Upplandsgruppen                   | 2000-07-01 | – | 2005-06-30 |
| Upplands- och Västmanlandsgruppen | 2005-07-01 | – |            |

| okänt | 2000-07-01 | – | 2005-06-30 |
| UVG   | 2005-07-01 | – |            |

| Enköpings garnison (F) | 2000-07-01 | – |  |